# Cestonia nigra
Cestonia nigra är en tvåvingeart som först beskrevs av Jacques-Marie-Frangile Bigot 1889.  Cestonia nigra ingår i släktet Cestonia och familjen parasitflugor. Inga underarter finns listade i Catalogue of Life.